# Hate Eternal
Hate Eternal es una banda de death metal proveniente de San Petersburgo, Florida. 

## Biografía
Hate Eternal fue creada y está liderada por el conocido guitarrista Erik Rutan (ex Morbid Angel). Este proyecto nace de la necesidad de Rutan de implementar sus propias ideas en una banda extremadamente devastante, compuesta por una alineación de lujo, para lo cual, para el primer disco recluta a Tim Yeung en batería , Doug Cerrito (ex-Suffocation) en guitarra y Jared Anderson en bajo.
En 1999 lanzan su primer disco Conquering The Throne, el cual presenta una propuesta llena de brutalidad y por sobre todo técnica instrumental, en especial lo relacionado con la velocidad de la instrumentación. En el 2002 el baterista Derek Roddy (Nile, Divine Empire, Malevolent Creation) reemplaza a Yeung y tras la partida de Cerrito el grupo lanza su segundo y devastador disco "King Of All Kings", con el cual confirman la posición lograda en la escena metalera mundial. 
En el 2004 lanzaron su segundo álbum, titulado "I, Monarch", lanzado en junio del 2005.
Después de algunas dificultades internas, la gira Europea en el año 2005 queda cancelada, posponiéndola para el otoño de ese año. Aun siguiendo con problemas internos, Derek Roddy decide salir de la banda en marzo del 2006. 
Con compromisos pendientes por la gira, Erik Rutan y Randy Piro reclutaron al baterista de Dying Fetus, Kevin Talley para su presentación en vivo para la primavera y a Reno Kiilerich para la gira Europea. El 26 de julio de 2007, Erik Rutan anunció que Jade Simonetto sería el nuevo baterista de tiempo completo.
Hasta la fecha, Hate Eternal ha realizado 6 álbumes: Conquering the Throne (1999), King of All Kings (2002), I, Monarch (2005), Fury & Flames (2008) , Phoenix Amongst the Ashes (2011) y Infernus (2015).

## Integrantes

### Actuales
- Erik Rutan - guitarra/voz (ex Morbid Angel, Ripping Corpse).
- Shaune Kelley - guitarra (ex Ripping Corpse, Dim Mak).
- Alex Webster - bajo
- Jade Simonetto - batería (Camilla Rhodes, ex-The Plasmarifle).

### Pasados
- Jared Anderson - bajo/voz (Fallecido a la edad de 31 años, el 14 de octubre de 2006).
- Randy Piro - bajo/voz / actualmente en Gigan.
- Derek Roddy - batería
- Alex Webster - bajo - 1997, bajista de sesión en "Fury & Flames" 2008 (Cannibal Corpse, Blotted Science).
- Doug Cerrito - guitarra en Conquering the Throne 1999.
- Tim Yeung - batería en Conquering the Throne.
- Kevin Talley - baterista de sesión en el 2006 para la gira por E.U.
- Reno 'Killerich' Kiilerich - baterista de sesión para la gira por Europa en el 2006.
- Katy Decker - vocalista en Fury & Flames track, "Coronach".

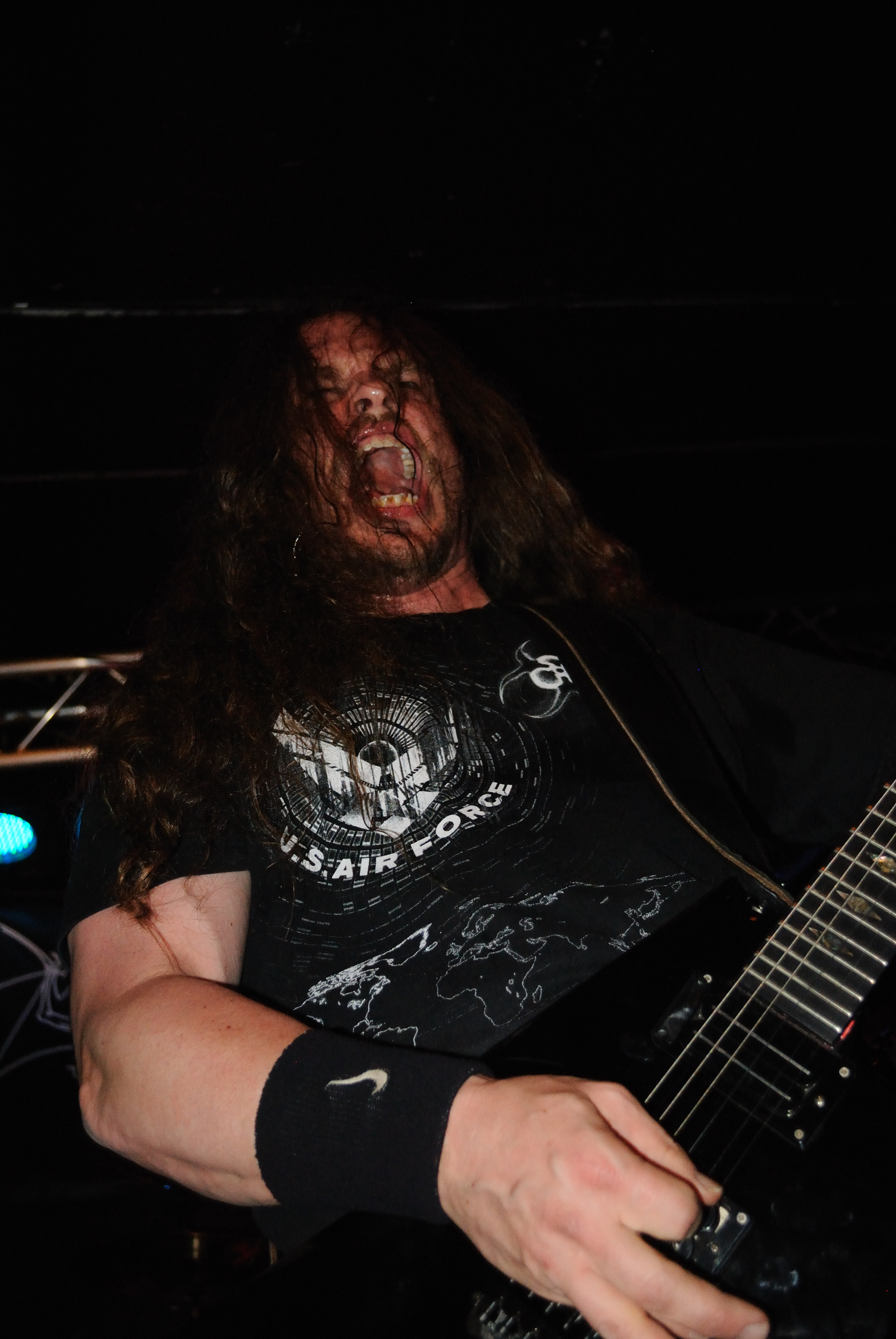
Erik Rutan de Hate Eternal

## Discografía
- 1999: Conquering the Throne
- 2002: King of All Kings
- 2005: I, Monarch
- 2008: Fury & Flames
- 2011: Phoenix Amongst the Ashes
- 2015: Infernus
- 2018: Upon Desolate Sands